# Ван Чунвэй
Ван Чунвэ́й (кит. упр. 王崇炜, пиньинь Wáng Chóngwěi, род. 10 декабря 1988 года) — китайский хоккеист, нападающий сборной Китая и ХК «Чайна Дрэгон», выступающего в Азиатской хоккейной лиге.

## Биография
Участвовал в юношеском чемпионате мира 2007 года в третьем дивизионе. В пяти играх набрал 7 (2+5) очков. Сборная Китая смогла выйти во второй дивизион, заняв второеместо. Несмотря на юный возраст Ван был включён в молодёжную сборную, в составе которой на чемпионате мира забил 4 шайбы и сделал 2 передачи. Молодёжная сборная также вышла во второй дивизион, причём завоевала «золото».
В следующем году снова участвовал в обоих чемпионатах, проведя по 5 игр в каждом. Но если на молодёжном чемпионате Ван Чунвэй не отличился, то на юниорском чемпионате забил 3 шайбы и сделал 3 результативных передачи.
В 2010 году Ван Чунвэй в составе сборной принял участие в Чемпионате мира во 2-м дивизионе (группа Б). В пяти играх он отметился лишь одной передачей. Команда Китая сохранила место в дивизионе.
На следующий год Ван Чунвэй не получил приглашения в сборную.
В 2012 году он вернулся в сборную на Чемпионат мира во втором дивизионе. Ван набрал 6 результативных баллов (3+3) и помог сборной занять второе место.
На Чемпионате мира 2013 Ван Чунвэй приехал в статусе капитана сборной Китая.
Ван Чунвэй пропустил следующий Чемпионат мира в 2015 году, в котором сборная смогла получить повышение в группу A 2-го дивизиона.
Ван вернулся в сборную на Чемпионате мира 2016 года, где снова стал капитаном, однако сборная смогла набрать лишь одно очко и вылетела в группу B.

## Клубная карьера
Профессионально занимается хоккеем с 2008 года.
| 2008-09                          | Чайна Дрэгон                     | ALH                              | 22  | 0 | 0  | 0  | 8   | — | — | — | — | — |
| 2009-10                          | Чайна Дрэгон                     | ALH                              | 29  | 0 | 4  | 4  | 26  | — | — | — | — | — |
| 2010-11                          | Чайна Дрэгон                     | ALH                              | 34  | 0 | 1  | 1  | 22  | — | — | — | — | — |
| 2011-12                          | Чайна Дрэгон                     | ALH                              | 24  | 0 | 3  | 3  | 10  | — | — | — | — | — |
| 2012-13                          | Чайна Дрэгон                     | ALH                              | 42  | 1 | 2  | 3  | 32  | — | — | — | — | — |
| 2013-14                          | Чайна Дрэгон                     | ALH                              | 3   | 0 | 2  | 2  | 0   | — | — | — | — | — |
| 2014-15                          | Чайна Дрэгон                     | ALH                              | 45  | 0 | 3  | 3  | 16  | — | — | — | — | — |
| 2015-16                          | Чайна Дрэгон                     | ALH                              | 42  | 1 | 4  | 5  | 24  | — | — | — | — | — |
| всего в Азиатской хоккейной лиге | всего в Азиатской хоккейной лиге | всего в Азиатской хоккейной лиге | 241 | 2 | 19 | 21 | 138 | — | — | — | — | — |